# Jean René Cruchet

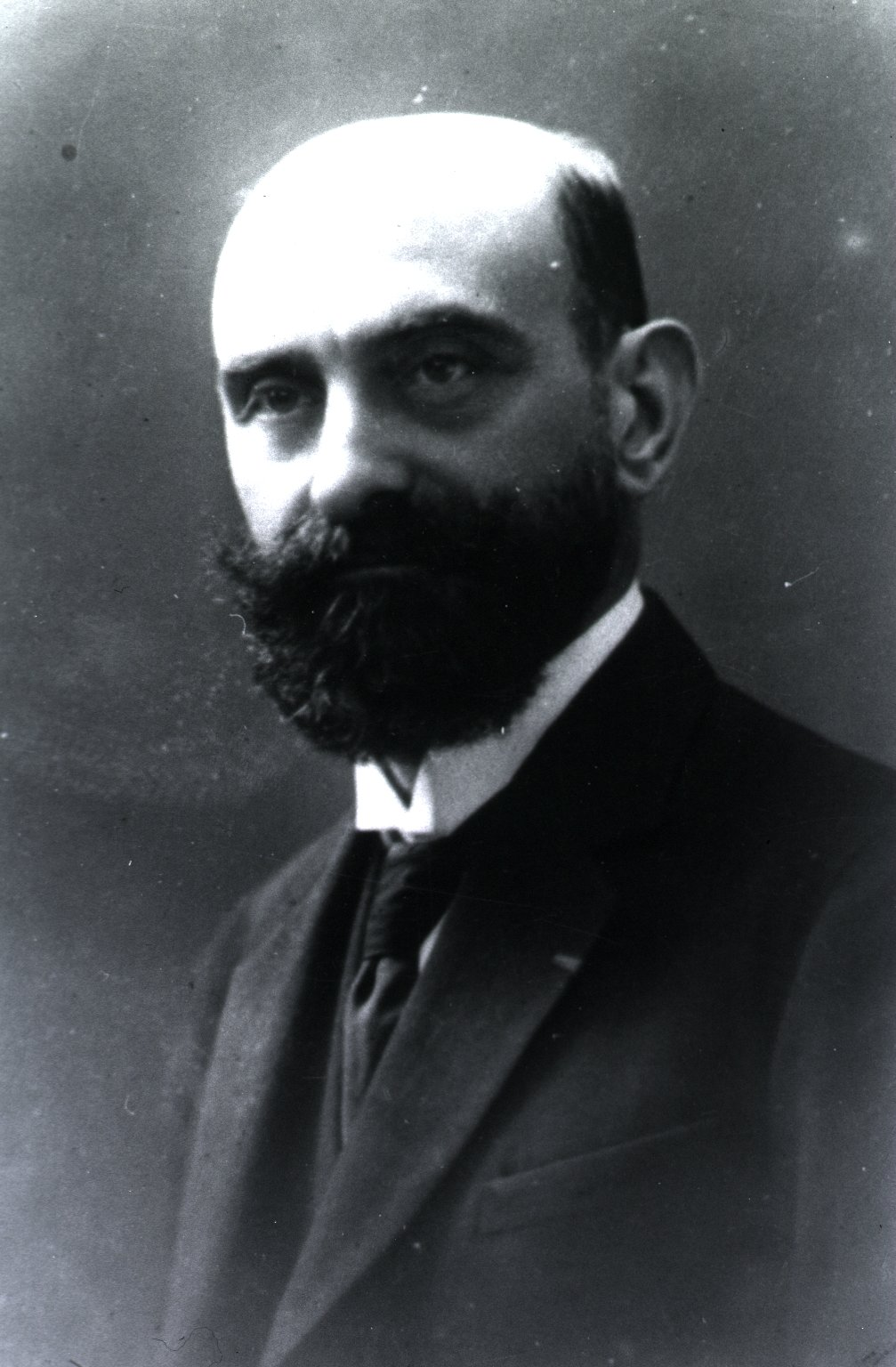
Jean René Cruchet

Jean René Cruchet (ur. 21 marca 1875 w Bordeaux, zm. 1959) – francuski lekarz.
Studiował medycynę w rodzinnym Bordeaux. Doktoryzował się w 1902 roku i otrzymał tytuł Chef de clinique. W 1907 roku został Médecin des hôpitaux, i w tym samym roku habilitował się. Od 1920 roku docent patologii ogólnej i terapeutyki. W 1926 roku objął katedrę pediatrii w Bordeaux. Zajmował się tikami, spastycznym kręczem szyi, śpiączkowym zapaleniem mózgu.

## Wybrane prace
- Etude critique sur le tic convuslif et son traitement gymnastique. Bordeaux 1901-1902.
- Traité des torticolis spasmodiques. Paris, Masson, 1907.
- Les universités allemandes au XXe siècle. Paris, 1914.
- Le mal des aviateurs. En collaboration avec R. Moulinier. In Les actualités médicales, Paris, 1919.
- Méningites chroniques et idiotie. W: de Gilbert, Carnot Nouveau traité de médecine
- Verger, Cruchet. Les états parkinsoniens et le syndrome bradykinétique. Paris, 1925.
- L’encéphalite épidémique. Paris, 1928.